# Kaya Güvenç

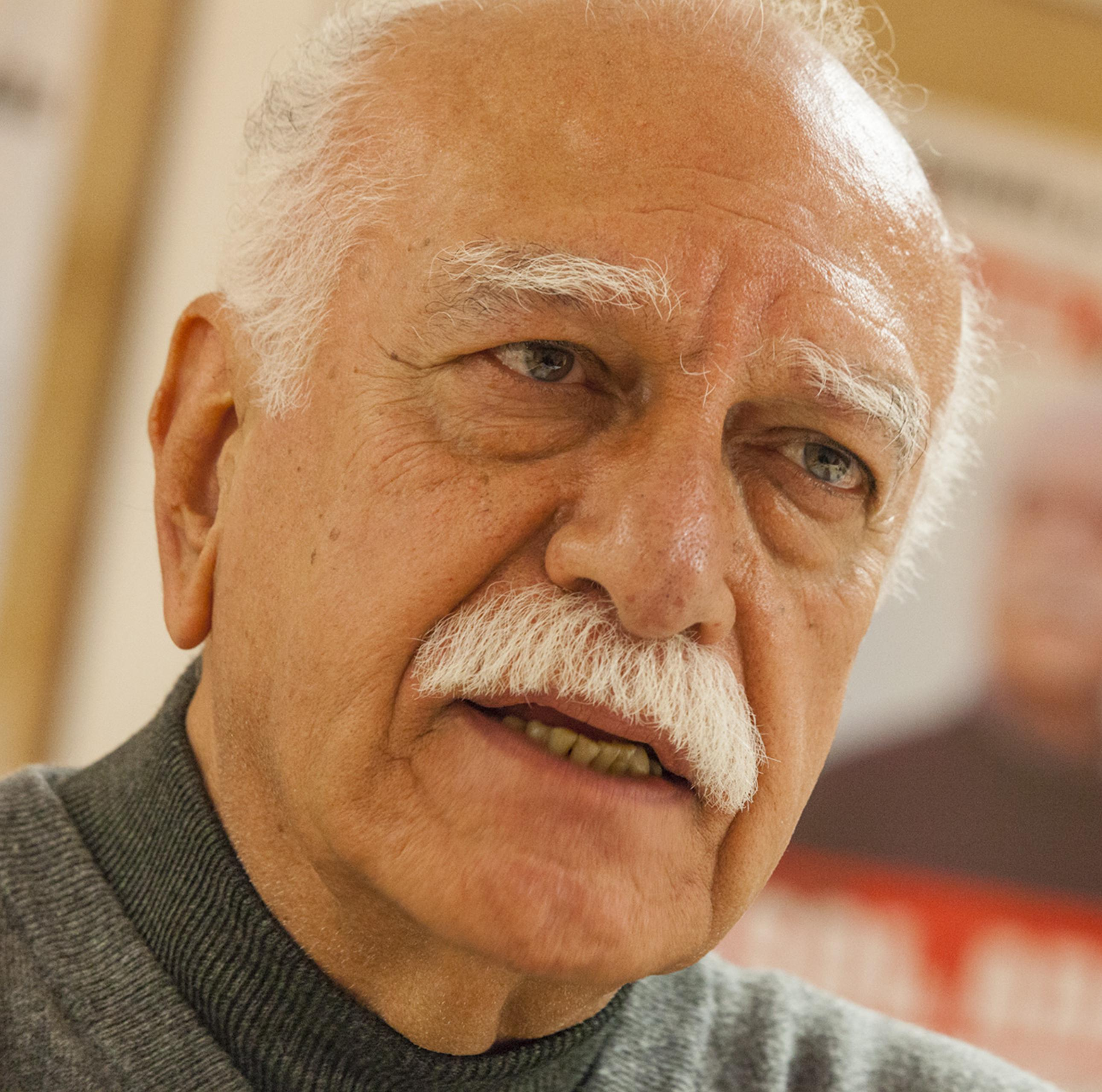
Kaya Güvenç, 2015

Kaya Güvenç (* 5. Mai 1945 in Osmaniye) ist ein türkischer Politiker, Ingenieur und Autor.

## Leben
Güvenç kam als Sohn der Hausfrau Fatma und Osmaniyes Bürgermeister Abdurrezak Güvenç zur Welt. Er besuchte die Atatürk-Grundschule in Osmaniye und das Privatgymnasium Saint Joseph Fransız Lisesi in Istanbul. An der Fakultät INSA Lyon schloss er ein Maschinenbaustudium als Maschinenbauingenieur ab.
Güvenç hat in verschiedenen Ausschüssen der Kammer der türkischen Ingenieure und Architekten (TMMOB) und der Kammer der Maschinenbauingenieure gearbeitet; hier war er als Vorstandsmitglied tätig. Zwischen den Jahren 1976 und 1978 war er Generalsekretär, Vorstandsmitglied und Ehrenmitglied der TMMOB. In den Jahren 2000 bis 2004 war er Vorsitzender der Kammer der türkischen Ingenieure und Architekten (TMMOB).
Während seiner Zeit als Vorstandsvorsitzender war er Mitglied des Ausschusses, der zur Beendigung der Hungerstreiks im Jahr 2000 gegründet wurde. Er wurde Sprecher der von 15 Gewerkschaften, Verbänden und Berufsorganisationen nach 2001 gegründeten Arbeitsplattform Emek Platformu. Er organisierte das Symposium Arbeitspolitik und gewährleistete die Veröffentlichung des Symposiums in TMMOB Publikationen.
In der Zeit des Militärputsches in der Türkei 1971 wurde er im Prozess um die Zeitschrift Aydınlık Sosyalist Dergisi zu zehn Jahren Haft verurteilt und nach zwei Jahren freigelassen. Nach dem Ende seiner Mission in TMMOB arbeitete er für die Patriotische Front Yurtsever Cephe, die Linksfront Sol Cephe, die Friedensvereinigung Barış Derneği und die Vereinigte Junibewegung Birleşik Haziran Hareketi.
Bei den Parlamentswahlen 2007 war er Kandidat der Kommunistischen Partei der Türkei in Adana und bei den Parlamentswahlen 2011  in Ankara. Bei den Bürgermeisterwahlen in Ankara 2014 war er gemeinsamer Kandidat der verschiedenen links stehenden Parteien.
Güvenç schrieb für die Zeitschrift Yeni Ülke, die Vahap Erdoğdu zwei Jahre lang herausgab. Er ist Mitglied der Kommunistischen Partei der Türkei (TKP).
Güvenç ist seit 1974 mit Serpil Güvenç verheiratet und Vater zweier Kinder.

## Werke
- Yasaların İçinden TMMOB’nin Öyküsü, TMMOB Yayınları, 2005, Digitalisat[10]

### Übersetzungen
- Kuklacı, Paul Tillard, Cem Yayınevi, 1975.
- Din Üzerine, Karl Marx-Friderich Engels, Sol Yayınları, 1976.